# Фінал Ліги Європи УЄФА 2025
Фінал Ліги Європи УЄФА 2025 — 16-й фінал Ліги Європи (54-й фінал другого за престижністю клубного європейського турніру, мав назву Кубок УЄФА). Відбувся 21 травня 2025 року у Більбао (Іспанія) на стадіоні «Сан-Мамес».
«Тоттенгем Готспур» здобув перемогу з рахунком 1–0 та втретє виграв турнір і вперше з 1984 року. Як переможці вони отримали місце в Лізі чемпіонів УЄФА 2025–2026 і право зіграти проти переможців Ліги чемпіонів УЄФА 2024–25 за Суперкубок УЄФА 2025.

## Команди
У таблиці, фінали до 2009 року з епохи  Кубка УЄФА, а з 2010 року — епохи Ліги Європи УЄФА.
| Команда           | Попередні виступи (жирним шрифтом виділені перемоги) |
| ----------------- | ---------------------------------------------------- |
| Тоттенгем Готспур | 3 (1972, 1974, 1984)                                 |
| Манчестер Юнайтед | 2 (2017, 2021)                                       |

## Місце проведення
Стадіон побудований та відкритий 2013 року на місці старого однойменного стадіону, побудованого у 1913 році. Будівництво арени розпочалося у 2010 році поблизу старого стадіону «Сан-Мамес». Після відкриття новозбудованого стадіону у 2013 році стару споруду було знесено, а нову добудовано на її місці та доукомплектовано згідно з проєктом.
У 2014 році стадіон обрано одним з місць проведення матчів у рамках Чемпіонату Європи з футболу 2020 року.

## Шлях до фіналу
| Команда           | І | О  |
| ----------------- | - | -- |
| Тоттенгем Готспур | 8 | 17 |

| Команда           | І | О  |
| ----------------- | - | -- |
| Манчестер Юнайтед | 8 | 18 |

## Матч

### Деталі
| 21 травня 2025 22:00 (21:00 UTC+2) |

| Тоттенгем Готспур | 1:0      | Манчестер Юнайтед |
| ----------------- | -------- | ----------------- |
| Джонсон 42'       | Протокол |                   |

| «Сан-Мамес», Більбао Глядачів: 49 224 Арбітр: Фелікс Цваєр (Німеччина) |

| Тоттенгем Готспур | · Манчестер Юнайтед |

| ВР               | 1  | Гульєльмо Вікаріо  |     |     |
| ЗХ               | 23 | Педро Порро        |     |     |
| ЗХ               | 17 | Крістіан Ромеро () |     |     |
| ЗХ               | 37 | Мікі ван де Вен    | 49' |     |
| ЗХ               | 13 | Дестіні Удоджі     |     | 90' |
| ПЗ               | 29 | Пап Матар Сарр     |     | 90' |
| ПЗ               | 8  | Ів Біссума         | 68' |     |
| ПЗ               | 30 | Родріго Бентанкур  |     |     |
| НП               | 22 | Бреннан Джонсон    |     | 78' |
| НП               | 19 | Домінік Соланке    |     |     |
| НП               | 9  | Рішарлісон         | 58' | 67' |
| Запасні:         |    |                    |     |     |
| ВР               | 40 | Брендон Остін      |     |     |
| ВР               | 41 | Алфі Вайтмен       |     |     |
| ЗХ               | 4  | Кевін Дансо        |     | 78' |
| ЗХ               | 24 | Джед Спенс         |     | 90' |
| ЗХ               | 33 | Бен Дейвіс         |     |     |
| ПЗ               | 14 | Арчі Грей          |     | 90' |
| ПЗ               | 47 | Майкі Мур          |     |     |
| НП               | 7  | Сон Хинмін         |     | 67' |
| НП               | 11 | Матіс Тель         |     |     |
| НП               | 28 | Вілсон Одобер      |     |     |
| НП               | 44 | Дейн Скарлетт      |     |     |
| НП               | 63 | Дамола Аджаї       |     |     |
| Головний тренер: |    |                    |     |     |
| Анге Постекоглу  |    |                    |     |     |

| ВР               | 24 | Андре Онана        |       |     |
| ЗХ               | 15 | Лені Йоро          |       |     |
| ЗХ               | 5  | Гаррі Магвайр      | 88'   |     |
| ЗХ               | 23 | Люк Шоу            |       |     |
| ЗХ               | 3  | Нуссаїр Мазрауї    |       | 85' |
| ПЗ               | 18 | Каземіро           |       |     |
| ПЗ               | 8  | Бруну Фернандіш () |       |     |
| ПЗ               | 13 | Патрік Доргу       |       | 90' |
| НП               | 16 | Амад Діалло        | 35'   |     |
| НП               | 9  | Расмус Гойлунн     |       | 71' |
| НП               | 7  | Мейсон Маунт       |       | 71' |
| Запасні:         |    |                    |       |     |
| ВР               | 1  | Алтай Байиндир     |       |     |
| ЗХ               | 2  | Віктор Лінделеф    |       |     |
| ЗХ               | 20 | Діогу Дало         |       | 85' |
| ЗХ               | 26 | Ейден Гевен        |       |     |
| ЗХ               | 35 | Джонні Еванс       | 90+2' |     |
| ЗХ               | 41 | Гаррі Амасс        |       |     |
| ПЗ               | 14 | Крістіан Еріксен   |       |     |
| ПЗ               | 25 | Мануель Угарте     |       |     |
| ПЗ               | 37 | Коббі Мейну        |       | 90' |
| ПЗ               | 43 | Тобі Кольєр        |       |     |
| НП               | 11 | Джошуа Зіркзе      | 84'   | 71' |
| НП               | 17 | Алехандро Гарначо  |       | 71' |
| Головний тренер: |    |                    |       |     |
| Рубен Аморім     |    |                    |       |     |

| Гравець матчу: Крістіан Ромеро (Тоттенгем Готспур) Помічники арбітра: Роберт Кемптер (Німеччина) Крістіан Дітц (Німеччина) Четвертий арбітр: Мауріціо Маріані (Італія) Резервний арбітр: Даніеле Біндоні (Італія) Відеоасистент арбітра: Бастіан Данкерт (Німеччина) Відеоасистенти: Беньямін Бранд (Німеччина) Карлос дель Серро Гранде (Іспанія) | Регламент - 90 хвилин. - 30 хвилин додаткового часу за необхідності. - Серія пенальті за необхідності. - По дванадцять запасних гравців. - Максимум три заміни гравців від кожної команди посеред матчу та четверта у разі додаткового часу. |

### Статистика
| Статистика            | Тоттенгем Готспур | Манчестер Юнайтед |
| --------------------- | ----------------- | ----------------- |
| Голи                  | 1                 | 0                 |
| Удари по воротах      | 3                 | 4                 |
| Удари в площину воріт | 1                 | 1                 |
| Сейви                 | 1                 | 0                 |
| Володіння м'ячем      | 44%               | 56%               |
| Кутові                | 4                 | 2                 |
| Порушення             | 12                | 4                 |
| Офсайди               | 0                 | 1                 |
| Жовті картки          | 0                 | 1                 |
| Червоні картки        | 0                 | 0                 |

| Статистика            | Тоттенгем Готспур | Манчестер Юнайтед |
| --------------------- | ----------------- | ----------------- |
| Голи                  | 0                 | 0                 |
| Удари по воротах      | 0                 | 10                |
| Удари в площину воріт | 0                 | 2                 |
| Сейви                 | 2                 | 0                 |
| Володіння м'ячем      | 29%               | 71%               |
| Кутові                | 0                 | 3                 |
| Порушення             | 10                | 6                 |
| Офсайди               | 1                 | 1                 |
| Жовті картки          | 3                 | 3                 |
| Червоні картки        | 0                 | 0                 |

| Статистика            | Тоттенгем Готспур | Манчестер Юнайтед |
| --------------------- | ----------------- | ----------------- |
| Голи                  | 1                 | 0                 |
| Удари по воротах      | 3                 | 14                |
| Удари в площину воріт | 1                 | 3                 |
| Сейви                 | 3                 | 0                 |
| Володіння м'ячем      | 35%               | 65%               |
| Кутові                | 4                 | 5                 |
| Порушення             | 22                | 10                |
| Офсайди               | 1                 | 2                 |
| Жовті картки          | 3                 | 4                 |
| Червоні картки        | 0                 | 0                 |